# 姜河国
姜 河国（カン・ハグク、朝鮮語: 강하국、1952年4月25日 - ）は、朝鮮民主主義人民共和国の政治家。朝鮮労働党中央委員会委員候補。保健相、朝中親善協会中央委員会委員長などを歴任した。

## 経歴
1952年に生まれた。出生地は不明。2005年に平壌市第3人民病院院長として朝鮮中央テレビに出演している同姓同名の人物が確認できる。保健副相を経て、2013年4月に開催された最高人民会議で保健相に任命された。2014年3月に最高人民会議第13期代議員に選出され、2016年5月9日に開催された朝鮮労働党第7次大会で朝鮮労働党中央委員会委員候補に選出された。保健相就任時に朝中親善協会中央委員会委員長を兼任し、2015年12月に牡丹峰楽団が、中国で公演を行う為に出発した際には見送りに出た他、2017年に中国大使館で開催された春節レセプションに参加した。保健相としては、2017年3月に訪朝した、コンゴ共和国のジャックリン・リディア・ミコロ保健・国民相との間に、保健分野における協力に関する議定書を調印し、同年5月に訪朝した、カタリナ・デバンダス・アギラル国際連合人権理事会障害者権利担当特別報告者と会談を行った。スイスで開催された世界保健機関総会に参加した。
2017年7月に保健相を解任されたことが分かった。

## 参考サイト
- 북한정보포털

| 先代崔昌植 | 保健相2013年 - 2017年 | 次代張俊尚 |